# Château de Maison-Neuve
Le château de Maison-Neuve se trouve sur la commune française de Tournon-Saint-Martin dans le département de l'Indre.

## Localisation
Ce logis seigneurial du XVe siècle se situe au sommet d'un coteau abrupt surplombant la vallée du Suin.
Il est distant par la route de 4 km du centre de Tournon-Saint Martin, de 7 km de l'Abbaye de Fontgombault, et de 17 km de La Roche-Posay.
C'est une propriété privée, fermée au public.

## Historique
Ancien fief poitevin relevant de la Baronnie d'Angles, le château de Maison-Neuve fut détenu dès le début du XVe siècle et jusqu'au milieu du XVIIIe siècle, par la famille du Montier.
Selon la tradition locale, Jeanne d'Arc a passé en 1429 une nuit à Maison-Neuve qui appartenait alors à Jacques du Montier, seigneur de Maison-Neuve, l'un de ses compagnons d'arme. D’où le nom de « Maison de Jeanne » donné au château par certains habitants de Tournon-Saint-Martin,.
À partir du milieu du XVIIIe siècle, Maison-Neuve fut la possession de la famille de Marans, à qui il fut confisqué à la Révolution. Le domaine fut alors vendu comme bien national en 1798.

## Description

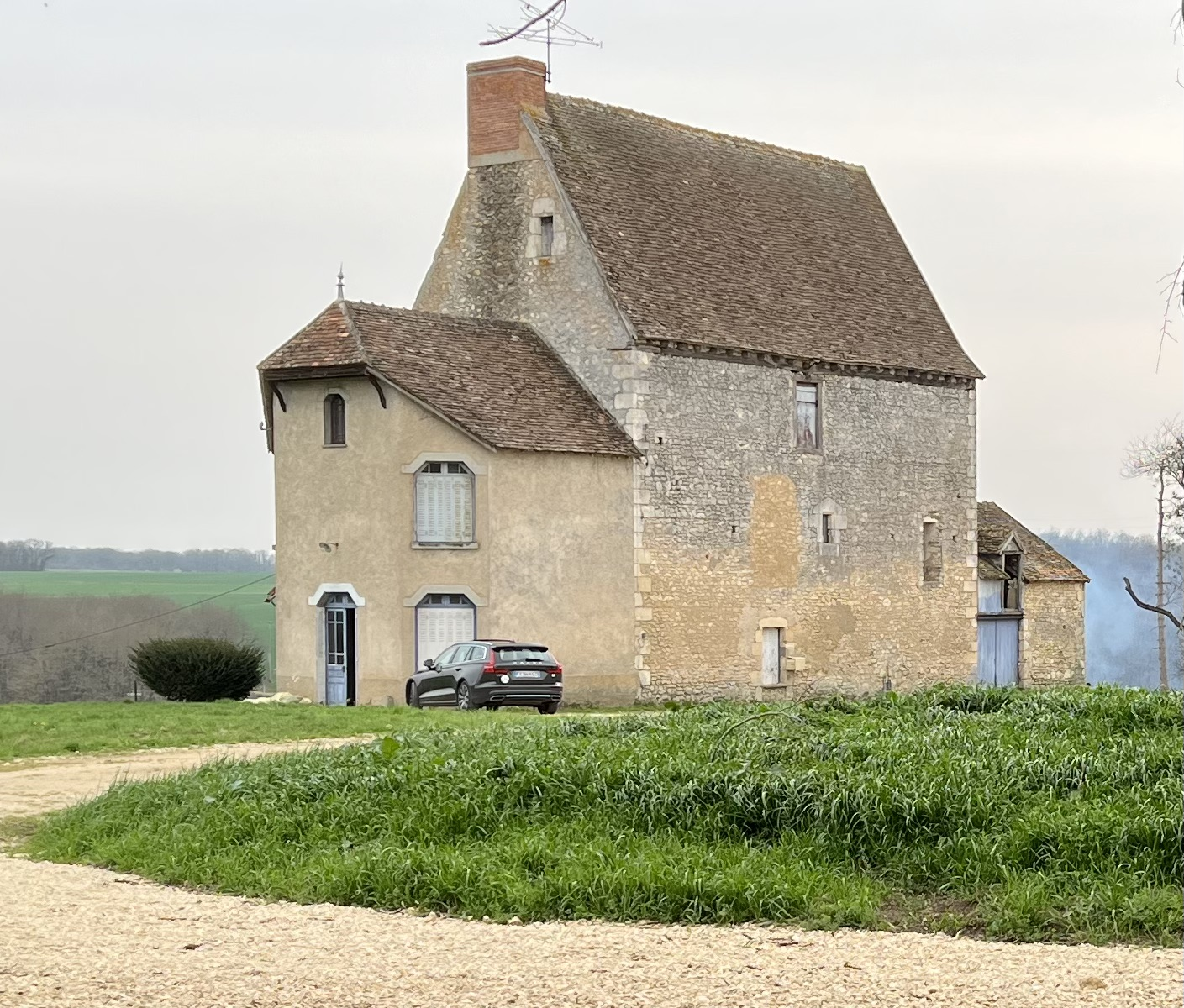
Maison-Neuve, façade Nord avec extension du XXe siècle, en avril 2022

Le logis principal fut édifié dans la première moitié du XVe siècle.
Il se compose d'un rez-de-chaussée de deux pièces, ayant chacune une grande cheminée (d'époque) avec cadre en bois et hotte en pierres, soutenue par des corbeaux avec chanfrein.
Un escalier droit postérieur dessert le premier étage, composé d'une pièce seigneuriale, avec cheminée monumentale comportant un large manteau reposant sur deux colonnes, et deux ouvertures avec coussièges. La fenêtre sud présente des croisées de meneaux. Il existe également une autre pièce, dans laquelle subsiste l'emplacement de latrines. Dans chacune de ces pièces se trouve une armoire murale.
Au second étage, on trouve notamment une fenêtre avec coussiège, une meurtrière associée à une pierre en saillie d’évier, et une cheminée avec cadre en bois et hotte en pierres, soutenue par des corbeaux avec chanfrein.
Au-dessus, la charpente, à chevrons-portant-fermes, comprend vingt-deux fermes numérotées.
Il lui fut adjoint, en son pignon Ouest, dans une période sans doute proche de la construction principale, une dépendance, et, en son pignon Est, une extension à étage datant de la première moitié du XXe siècle. 
Cette extension est à cinq côtés (angles abattus en chanfrein). Elle possède un étage carré et un étage en surcroît. Elle accueille, en pignon, l’accès principal actuel de la maison.

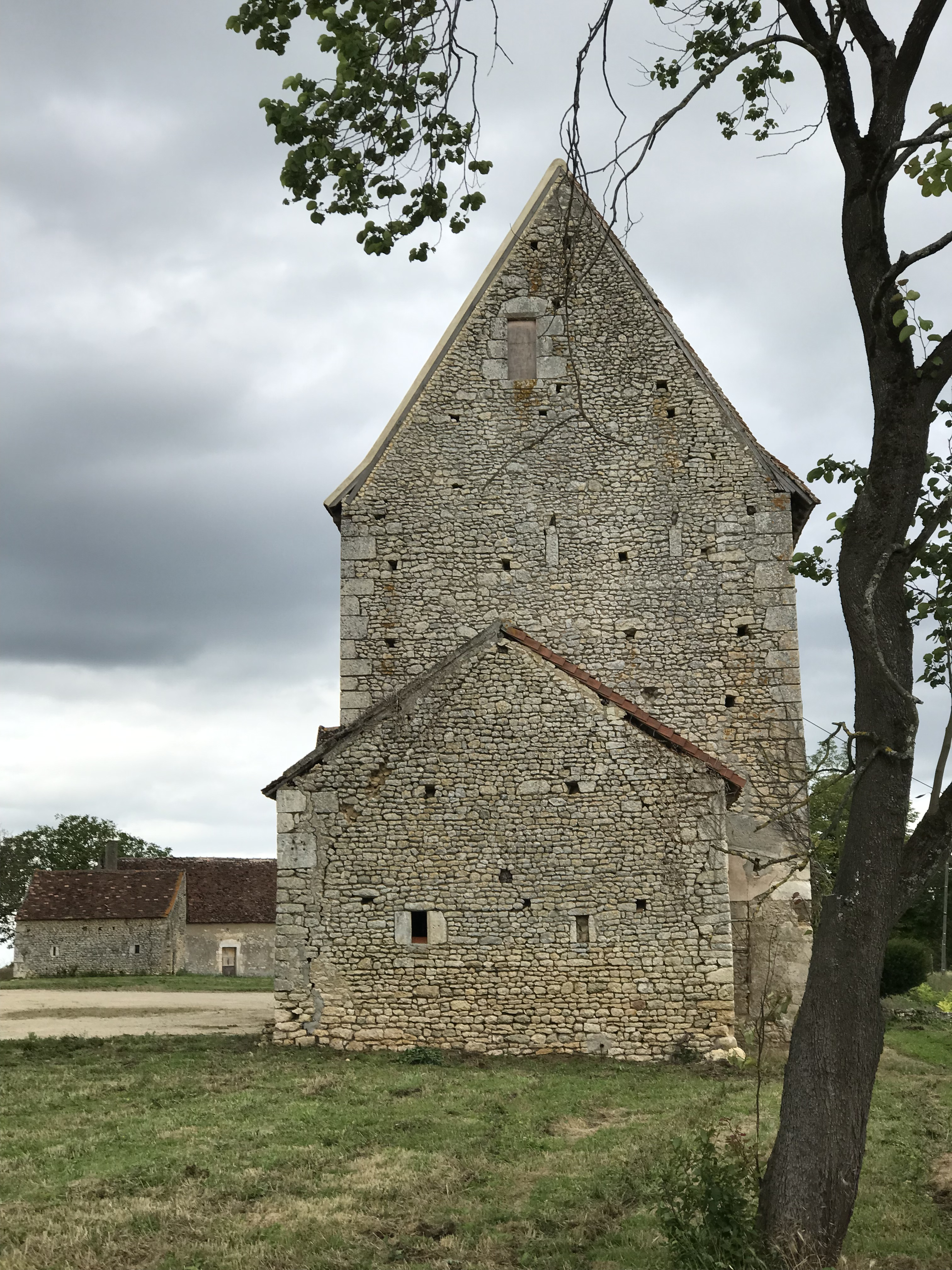
Vue du pignon Ouest, et de l'extension édifiée probablement au XVIe siècle

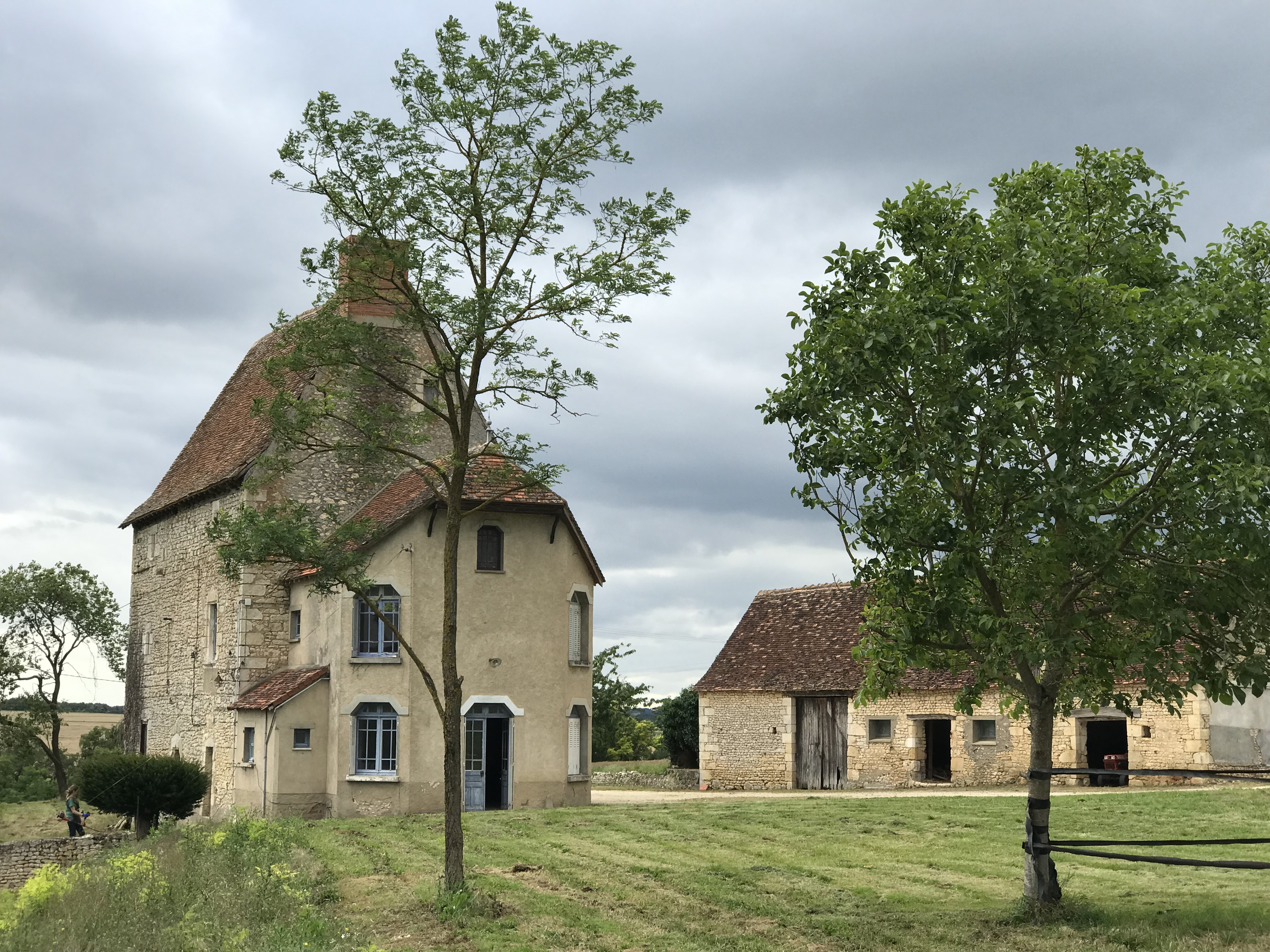
La Maison-Neuve, pignon Est, vue de l'extension du début XXe siècle

Le haut du mur du second étage du logis est criblé de nombreux trous de boulins régulièrement répartis et alignés. Il s'agit très probablement d'un pigeonnier.

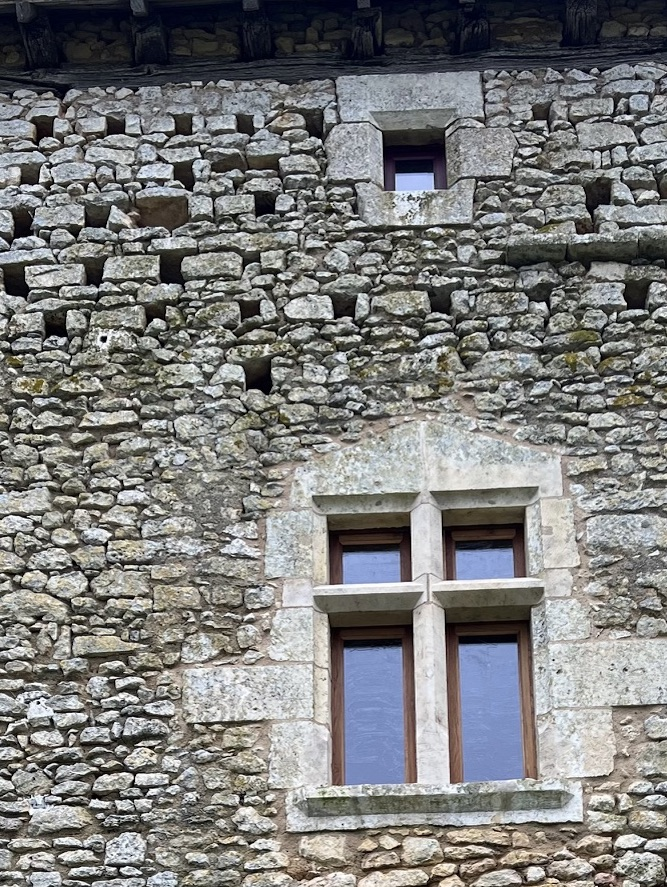
Vue des trous de boulins alignés, à usage de pigeonnier, au deuxième étage de la façade Sud, dominant la vallée

La propriété est également composée de deux granges (dont une à deux ailes latérales), d'une petite maison et d'une crèche, le tout figurant au plan cadastral de 1812. La propriété figure aussi sur la carte de Cassini vers 1760.
Il existait enfin un autre bâtiment, jouxtant le château, à usage de pigeonnier, aujourd'hui disparu.

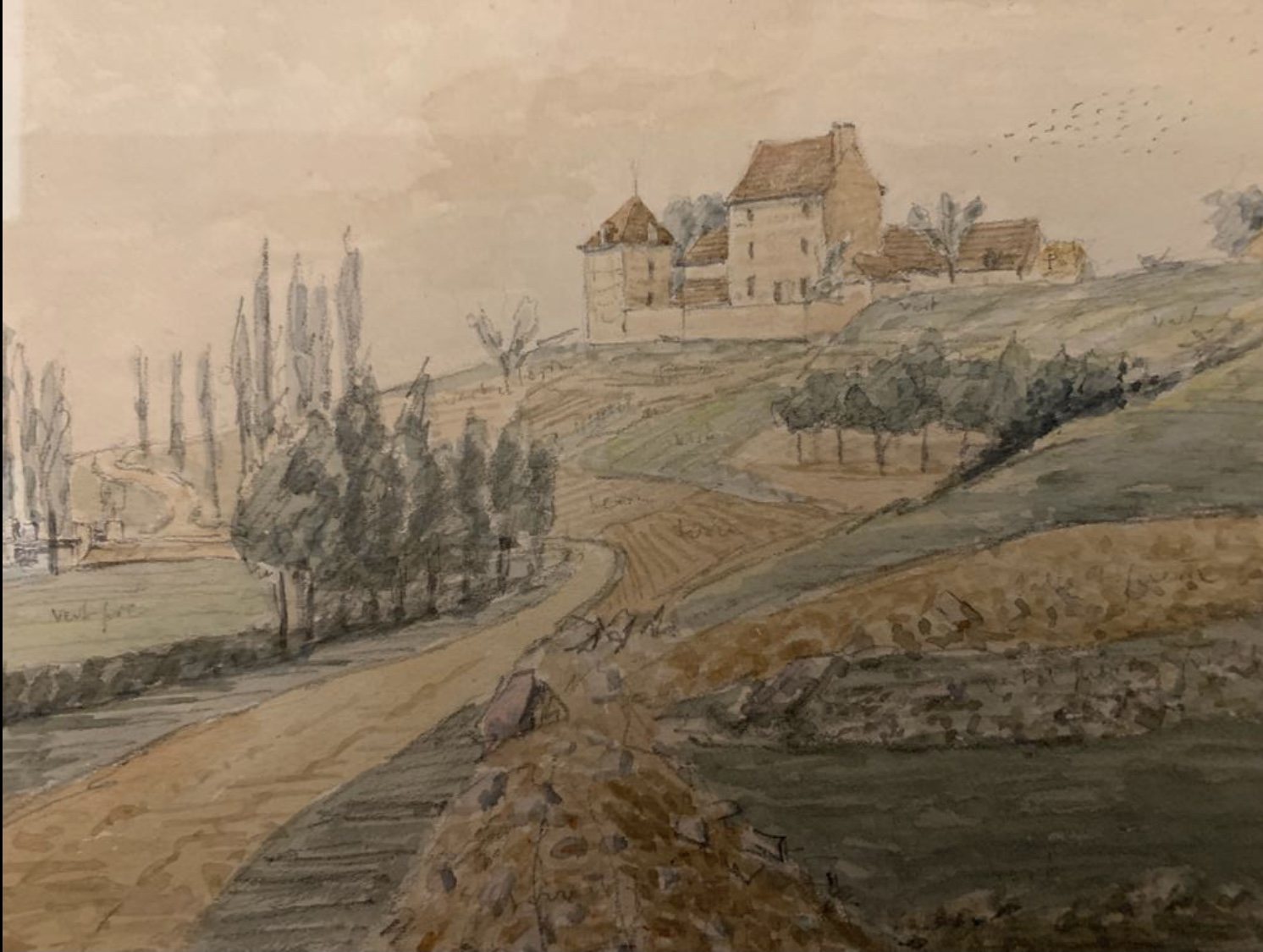
Vue de la Maison-Neuve et de son pigeonnier, aujourd'hui disparu. Aquarelle début XXe siècle(Collection Philippe ROUSSEAU)

La charpente du château a fait l'objet d'une expertise dendrochronologique d'échantillons la datant de l'année 1448,.

Une restauration des extérieurs du château est en cours, faisant l'objet d'un octroi de label par la Fondation du patrimoine.

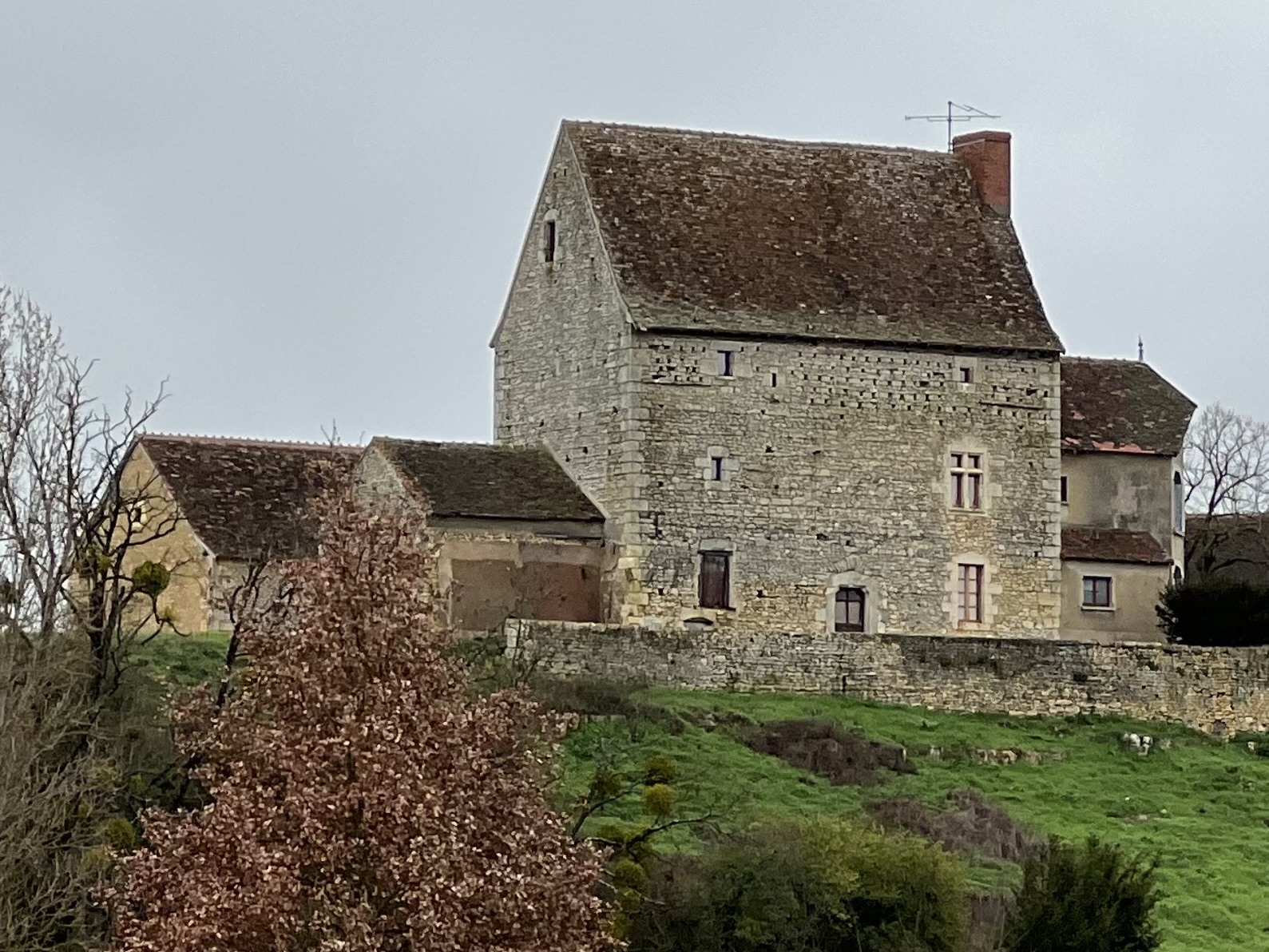
La Maison-Neuve, façade Sud, en cours de restauration, en février 2024